# Ліян Моріарті
Ліян Моріарті (нар. 15 листопада 1966 (58 років) , Сідней ) — австралійська письменниця; старша сестра письменниці Жаклін Моріарті.

## Кар'єра
Народилася 15 листопада 1966 року в Сіднеї, Австралія. Після закінчення школи, Моріарті працювала в галузі реклами та маркетингу при видавничій компанії. Також протягом деякого часу вона управляла власною компанією, а невдовзі стала вільним агентом із написання рекламних текстів. Здобувши 2004 року ступінь магістра при Маккворському університеті в Сіднеї, письменниця опублікувала свій дебютний роман «Три бажання», який був частиною її наукової роботи.
Одним із найвідоміших творів письменниці є роман «Таємниця мого чоловіка» (2013), який розійшовся накладом у більш ніж 3 млн екземплярів та перекладений 40 мовами світу. Права на екранізацію книги викупила кінокомпанія CBS Films. 2014 року свій побачив ще один світовий бестселер письменниці — «Велика маленька брехня». На основі книги телеканал НВО випустив однойменний мінісеріал, який транслювався з лютого по квітень 2017 року.
Ліян Моріарті живе в Сіднеї з чоловіком і двома дітьми.

## Українські переклади
- Ліян Моріарті. Велика маленька брехня. — К. : КМ-Букс, 2017. — 528 с. — ISBN 978-617-7489-91-6.
- Ліян Моріарті. Таємниця мого чоловіка. — К. : КМ-Букс, 2017. — 384 с. — ISBN 978-617-7498-31-4.
- Ліян Моріарті. Три бажання. — К. : КМ-Букс, 2018. — 440 с. — ISBN 978-966-948-022-4.
- Ліян Моріарті. Дев'ять незнайомців. — К. : КМ-Букс, 2020. — 560 с. — ISBN 978-966-948-398-0

### Твори для дорослих
| - Three Wishes (2004) — «Три бажання»; - The Last Anniversary (2006) — «Останній Ювілей»; - What Alice Forgot (2010) — «Те, що забула Аліса»; - The Hypnotist's Love Story (2011) — «Історія кохання гіпнотизера»; | - The Husband's Secret (2013) — «Таємниця мого чоловіка»; - Big Little Lies (2014) — «Велика маленька брехня»; - Truly Madly Guilty (2016) — «Вірні. Шалені. Грішні». - Nine Perfect Strangers (2018) — «Дев'ять ідеальних незнайомців». |

### Твори для дітей
- The Petrifying Problem with Princess Petronella (2009) — «Лячна проблема принцеси Петронелли»;
- The Shocking Trouble on the Planet of Shobble (2009) — «Приголомшлива неприємність на планеті Шоббл»;
- The Wicked War on the Planet of Whimsy (2010) — «Лиха війна на планеті примхливих».